# Consulat général du Mexique à Paris
Le consulat général du Mexique à Paris est une représentation consulaire du Mexique en France. Il est situé chemin rue Notre-Dame-des-Victoires, dans le 2e arrondissement de Paris, en Île-de-France.